# Мексикано-тунисские отношения
Мексикано-тунисские отношения — двусторонние дипломатические отношения между Мексикой и Тунисом. Страны являются членами Организации Объединённых Наций и Всемирной торговой организации.

## История
В 1881 году правительство Мексики впервые узнало о существовании Туниса, когда получило информацию, отправленную дипломатическим представительством из Франции и Италии о Французском протекторате Тунисе. В 1956 году Тунис получил независимость от Франции. В 1961 году президент Мексики Адольфо Лопес Матеос направил в Тунис делегацию во главе со специальным посланником Алехандро Каррильо Маркором и делегатом Хосе Эзекьелем Итурриагой, чтобы проложить путь для установления дипломатических отношений между странами. 17 ноября 1961 года Мексика и Тунис установили дипломатические отношения. С момента установления дипломатических отношений контакты между странами были ограничены и имели место главным образом в многонациональных организациях, таких как Организация Объединённых Наций.
В марте 2002 года премьер-министр Туниса Мохаммед Ганнуши посетил Мексику для участия в Монтеррейском консенсусе и встретился с президентом Мексики Висенте Фоксом. В феврале 2005 года генеральный директор Мексики по Африке и Ближнему Востоку Гектор Валеззи посетил Тунис. В 2012 году генеральный директор Мексики по Африке и Ближнему Востоку Сара Вальдес посетила Тунис, чтобы встретиться с главой Африканского банка развития (который в то время находился в Тунисе). В ноябре 2014 года генеральный директор мексиканского департамента «ProMéxico» Франсиско Гонсалес Диас прибыл в Тунис во главе делегации бизнесменов, специализирующихся в пищевой, строительной промышленности, биотехнологической промышленности и консультационных услугах.
В марте 2015 года Мексика осудила нападение на Национальный музей Бардо в Тунисе, где в то время находились восемь мексиканских граждан. Они были освобождены из музея и никто из них не пострадал во время нападения. В июне 2015 года министр здравоохранения Туниса Саид Айди посетил Мексику.

## Двусторонние соглашения
Между странами подписано несколько двусторонних соглашений, таких как: Соглашение о сотрудничестве в области образования и культуры (1998 год), Соглашение о сотрудничестве между «Bancomext» и Тунисским центром экспорта и продвижения (1998), Соглашение об отмене виз (1999), Меморандум о взаимопонимании между «ProMéxico» и Агентством по продвижению иностранных инвестиций Туниса (2016) и Меморандум о взаимопонимании между Национальной индустрией автозапчастей Мексики (INA) и Тунисской автомобильной ассоциацией (2017).

## Торговля
В 2019 году объём товарооборота между странами составил сумму 90 миллионов долларов США. Экспорт Мексики в Тунис: тракторы, нут, плотный полиэтилен, блоки управления или адаптеры, приспособления для сборки или изготовления самолётов. Экспорт Туниса в Мексику: модульные схемы, приспособления для сборки и изготовления самолётов или их частей, термоэлектрические устройства, переключатели для двойного, стояночного или тягового освещения, волоконно-оптические кабели и устройства дистанционного управления, использующие инфракрасное освещение.

## Дипломатические представительства
- Интересы Мексики в Тунисе представлены через посольство в Алжире и через почётное консульство в Тунисе[9].
- Интересы Туниса в Мексике представлены через посольство в Вашингтоне[10].